# 부산부 을
부산부 을은 대한민국의 옛 국회의원 선거구이다. 당시 경상남도 부산부의 일부 지역을 관할했다.

## 역사
1948년 제헌 국회의원 선거를 앞두고 신설되었다.
1949년 부산부의 명칭이 부산시로 변경되면서 1950년 제2대 국회의원 선거를 앞두고 부산시 을 선거구가 되었다.

## 역대 국회의원
| 선거   | 정당 | 정당       | 의원 |
| ------ | ---- | ---------- | ---- |
| 1948년 |      | 한국민주당 | 허정 |

## 역대 선거 결과

### 대한민국 제헌 국회의원 선거
|  | 47.94% |

|  | 46.44% |

|  | 5.61% |